# Concours Eurovision de la chanson junior 2023
Heroes
- Pays participants
- Pays ayant déjà participé dans le passé mais pas en 2023

Erevan 2022 Madrid 2024
Le Concours Eurovision de la chanson junior 2023 est la 21e édition du Concours Eurovision de la chanson junior. Elle a eu lieu le dimanche 26 novembre 2023, en direct du palais Nikaïa de Nice en France à la suite de la victoire de Lissandro lors de l'Eurovision junior 2022 avec sa chanson Oh Maman !.
La France remporte pour la troisième fois l'Eurovision Junior avec la chanson Cœur par Zoé Clauzure avec 228 points, un an après la victoire de Lissandro, devenant ainsi le deuxième pays avec la Pologne à remporter la compétition deux années de suite.

## Préparation du concours

### Pays hôte de l'édition 2023

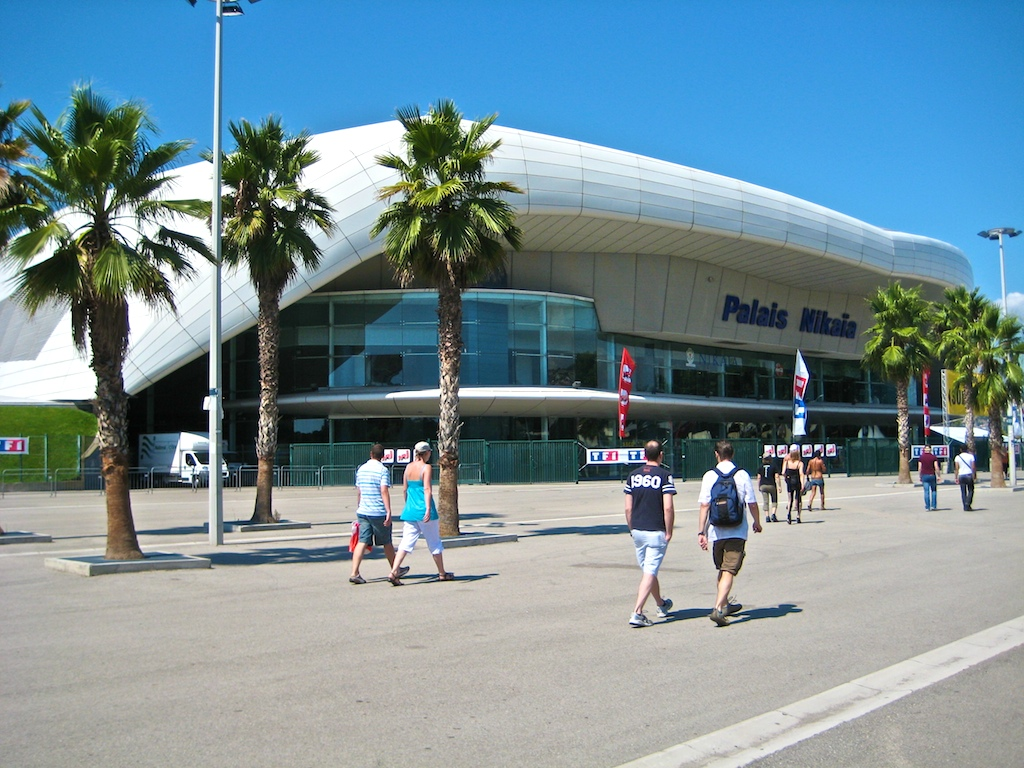
Le palais Nikaïa, lieu hôte du concours.

Après l'annonce de la victoire de la France au concours 2022, Delphine Ernotte, présidente de France Télévisions et de l'UER, annonce que la France est ravie d'accueillir le concours. Lors de la conférence de presse du gagnant Lissandro, la cheffe de délégation française, Alexandra Redde-Amiel confirme également l’organisation du concours en France.
Le 20 mars 2023, bien qu'aucun communiqué officiel de l'UER n'ait encore annoncé la France comme pays hôte du Concours 2023, Alexandra Redde-Amiel confirme une nouvelle fois la tenue du concours en France, et potentiellement dans une autre ville que Paris, ville hôte du concours en 2021.
Le 3 avril 2023, il est annoncé que le concours aurait lieu au palais Nikaïa de Nice à 16h.

### Slogan et identité visuelle
Le 10 mai 2023, l'UER et France Télévisions révèlent le slogan du concours, Heroes (en français Héros), lors d'un point presse au Concours Eurovision de la Chanson 2023. Le 29 août 2023, le logo ainsi que le nombre de pays participant sont dévoilés. Le logo représente le slogan écrit de façon street-art avec une explosion de couleurs autour.

### Potentiel changement d’heure de diffusion
Le 9 décembre 2022, le superviseur exécutif, Martin Österdahl, annonce que l'horaire de diffusion du concours fait l'objet d'une discussion. Dans une interview accordée au média Eurovoix, il déclare que le groupe de référence du concours pourrait décider de déplacer le créneau de la compétition le samedi en access prime-time ou en prime-time. Depuis 2016, le concours Eurovision de la chanson junior est diffusé le dimanche après-midi.
Finalement, le 3 avril 2023, il est annoncé que le concours se déroulera à nouveau un dimanche à 16 h.

### Modifications du règlement
L'UER a introduit un certain nombre de modifications au règlement de cette édition 2023. Il est précisé que les chœurs préenregistrés sont interdits et que les prestations sur scène doivent être réalisées en direct. En outre, aucun processeur ne sera autorisé pour les corrections de hauteur ou l'insertion en plein écran de vidéos musicales dans le cadre des prestations sur scène. Les clips musicaux doivent être autorisés à être utilisés sur la plateforme de vote en ligne.
L'organisme met particulièrement l'accent sur la protection des mineurs. Selon le règlement du concours, chaque radiodiffuseur participant s'engage à respecter les dispositions de la politique de l'UER sur les attentes et les lignes directrices en matière de protection des enfants et des jeunes. La politique de protection de l'enfance sera publiée en annexe du règlement de l'Eurovision junior.

## Concours

### Cérémonie d’ouverture
La cérémonie d’ouverture a lieu le lundi 20 novembre 2023 en direct de l'hôtel Negresco et est animée par Carla Lazzari, représentante de la France au Concours Eurovision de la chanson junior 2019 avec sa chanson Bim bam toi et la présentatrice Manon Théodet. Lors de la cérémonie, chaque délégation est accueillie par Laura Tenoudji et Ophenya, ambassadrice digitale de cette édition 2023 et un tirage au sort est effectué pour déterminer l’ordre de passage de la France (en 12e position) ainsi que le pays qui ouvrira la compétition (l'Espagne) et le pays qui la clôturera (les Pays-Bas). Tous les représentants de la France au Concours Eurovision de la chanson junior depuis 2018 chantent des extraits de leurs chansons respectives.
La cérémonie est diffusée en direct sur la chaîne YouTube de l'Eurovision Junior à partir de 16 h et est également retransmise en France sur France 4 et Okoo à partir de 19 h avec Karim Ternane et Julia Gourand aux commentaires.

### Finale

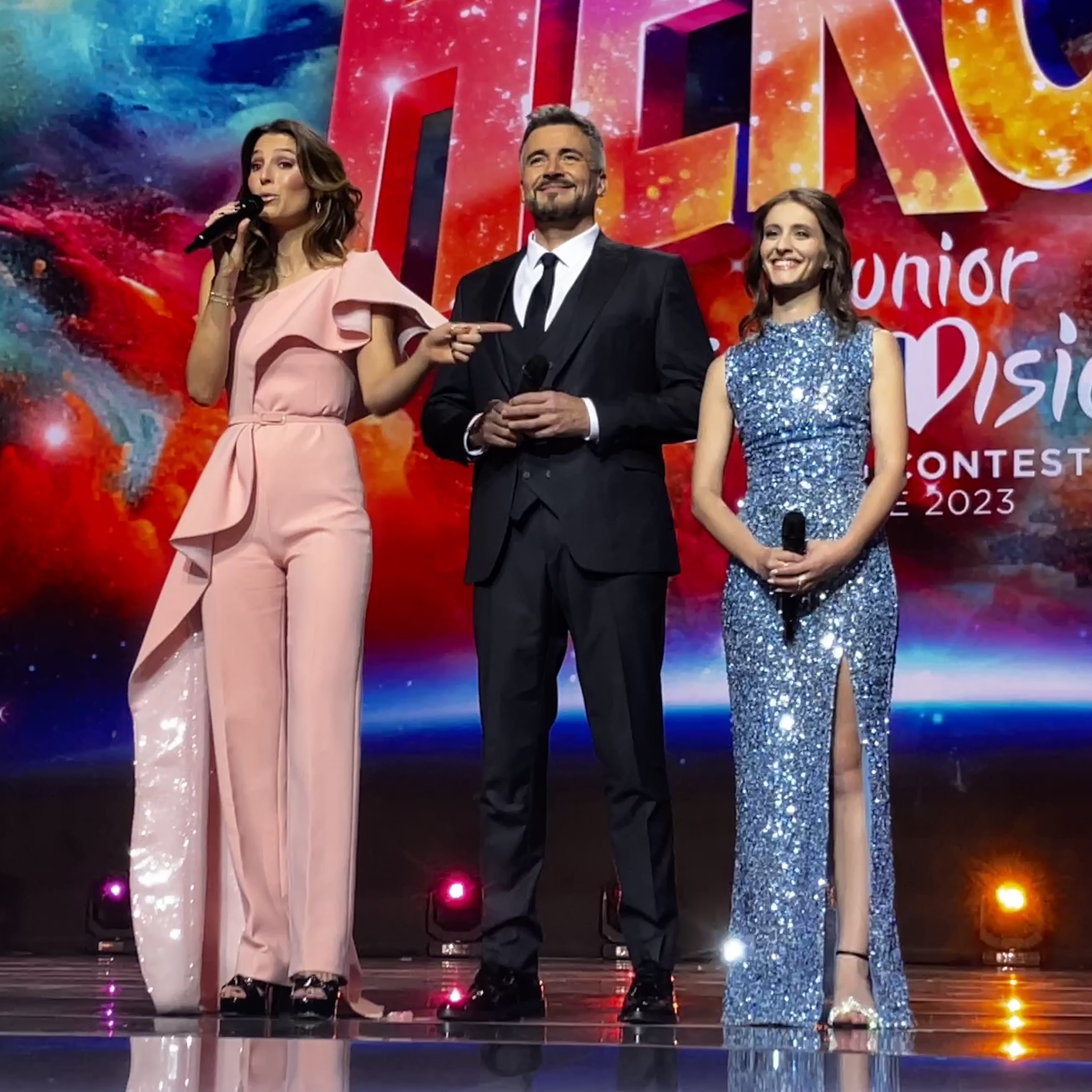
Les présentateurs du concours : Laury Thilleman, Olivier Minne et Ophenya.

L’évènement a lieu le dimanche  26 novembre 2023 à partir de 16 h en direct du palais Nikaïa à Nice. 16 pays participent, dont l'ordre de passage avait été annoncé lors de la cérémonie d’ouverture le 20 novembre.
Le spectacle commence avec le traditionnel défilé des drapeaux par les artistes en compétition sur un remix de la chanson Makeba de la chanteuse Jain et est suivi d’une interprétation de la chanson Heroes par tous les participants. Pendant l'entracte, Lissandro interprète sa chanson Oh Maman ! avec laquelle il a remporté le concours l’année précédente puis après une brève apparition du pianiste français Van Toan, star de TikTok, le chanteur Amir interprète J'ai cherché, chanson avec laquelle il a représenté la France au Concours Eurovision de la chanson 2016 ainsi que son nouveau single Il y a. Angelina, représentante de la France en 2018, Enzo Hilaire, représentant de la France en 2021 ainsi que Valentina et Lissandro, respectivement vainqueur des éditions 2020 et 2022 clôturent l'entracte avec une interprétation de la chanson caritative We Are the World en soutien au projet de non-violence.

### Liste des participants

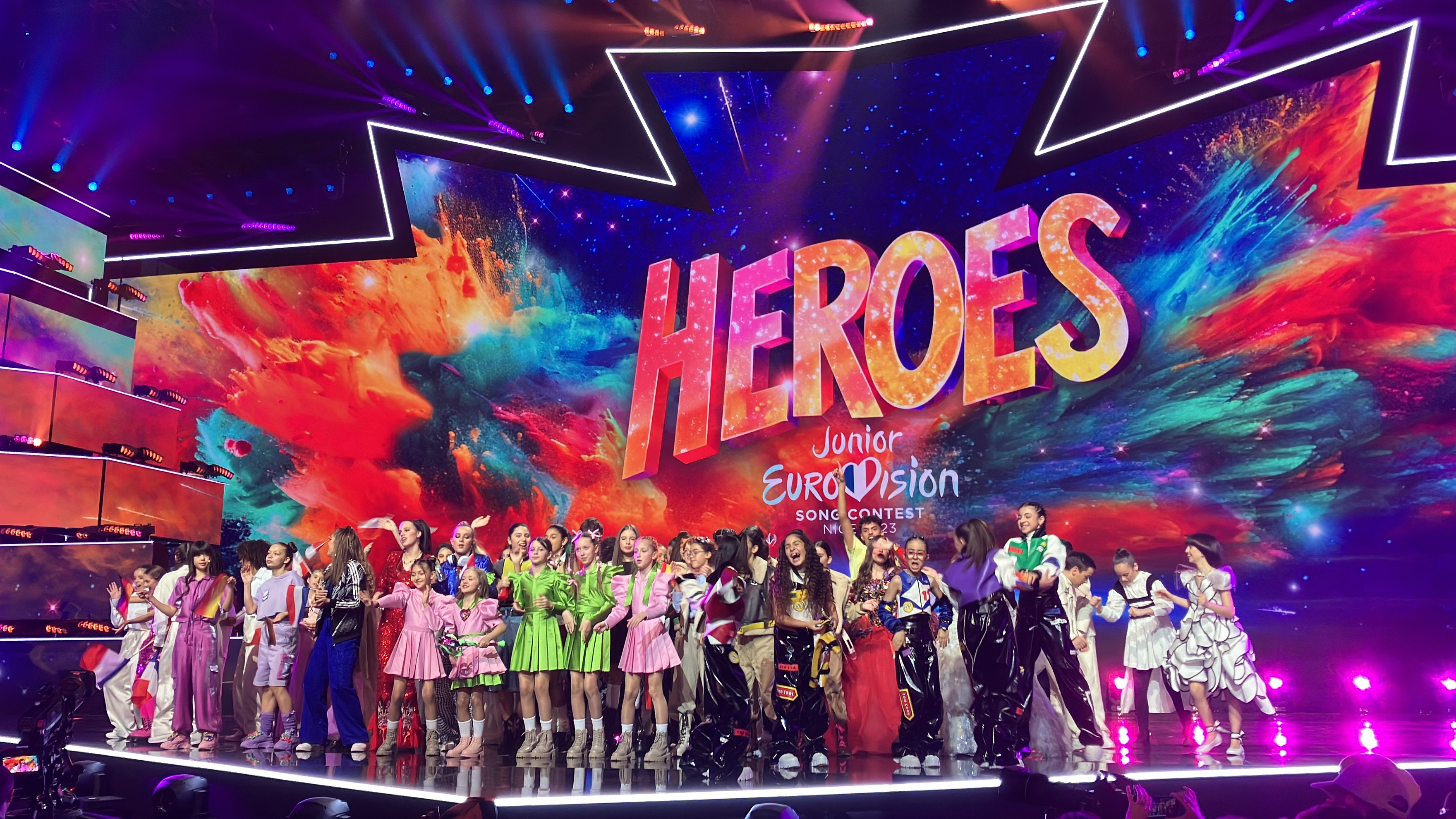
Les participants du concours sur la scène de l'Eurovision Junior 2023.

La liste officielle des pays participants est révélée le 29 août 2023 par l’UER et France Télévisions. Cette 21e édition marque le retour de l'Allemagne après un an d'absence, faisant de cette édition la première réunissant ensemble les pays du Big 5 (Allemagne, France, Italie, Royaume-Uni et Espagne). Elle marque également le retrait du Kazakhstan et de la Serbie et les débuts de l'Estonie.
| Ordre | Pays              | Artiste            | Chanson                                     | Langue(s)            | Place | Points |
| ----- | ----------------- | ------------------ | ------------------------------------------- | -------------------- | ----- | ------ |
| 1     | Espagne           | Sandra Valero      | Loviu                                       | Espagnol             | 2     | 201    |
| 2     | Malte             | Yulan Law          | Stronger                                    | Anglais              | 10    | 94     |
| 3     | Ukraine           | Anastasia Dymyd    | Kvitka (Квітка)                             | Ukrainien, anglais   | 5     | 128    |
| 4     | Irlande           | Jessica McKean     | Aisling                                     | Irlandais            | 16    | 42     |
| 5     | Royaume-Uni       | STAND UNIQU3       | Back To Life                                | Anglais              | 4     | 160    |
| 6     | Macédoine du Nord | Tamara Grujeska    | Kaži Mi, Kaži Mi Koj (Кажи Ми, Кажи Ми Кој) | Macédonien, anglais  | 12    | 76     |
| 7     | Estonie           | ARHANNA            | Hoiame Kokku                                | Estonien, anglais    | 15    | 49     |
| 8     | Arménie           | Yan Girls          | Do It My Way                                | Arménien, anglais    | 3     | 180    |
| 9     | Pologne           | Maja Krzyżewska    | I Just Need A Friend                        | Polonais, anglais    | 6     | 124    |
| 10    | Géorgie           | Anastasia & Ranina | Over The Sky                                | Géorgien, anglais    | 14    | 74     |
| 11    | Portugal          | Júlia Machado      | Where I Belong                              | Portugais, anglais   | 13    | 75     |
| 12    | France H T        | Zoé Clauzure       | Cœur                                        | Français             | 1     | 228    |
| 13    | Albanie           | Viola Gjyzeli      | Bota Ime                                    | Albanais             | 8     | 115    |
| 14    | Italie            | Melissa & Ranya    | Un Mondo Giusto                             | Italien              | 11    | 81     |
| 15    | Allemagne         | FIA                | Ohne Worte                                  | Allemand             | 9     | 107    |
| 16    | Pays-Bas          | Sep & Jasmijn      | Holding On To You                           | Néerlandais, anglais | 7     | 122    |

#### Tableau des votes
| Pays              | Jurys | Jurys  | Vote Internet | Vote Internet | Total final | Total final |
| Pays              | Place | Points | Place         | Points        | Place       | Points      |
| ----------------- | ----- | ------ | ------------- | ------------- | ----------- | ----------- |
| Espagne           | 3     | 115    | 2             | 86            | 2           | 201         |
| Malte             | 8     | 51     | 13            | 43            | 10          | 94          |
| Ukraine           | 9     | 45     | 3             | 83            | 5           | 128         |
| Irlande           | 15    | 8      | 16            | 34            | 16          | 42          |
| Royaume-Uni       | 4     | 102    | 7             | 58            | 4           | 160         |
| Macédoine du Nord | 10    | 37     | 15            | 39            | 12          | 76          |
| Estonie           | 16    | 6      | 13            | 43            | 15          | 49          |
| Arménie           | 2     | 116    | 6             | 64            | 3           | 180         |
| Pologne           | 6     | 69     | 8             | 55            | 6           | 124         |
| Géorgie           | 14    | 21     | 9             | 53            | 14          | 74          |
| Portugal          | 13    | 30     | 10            | 45            | 13          | 75          |
| France            | 1     | 136    | 1             | 92            | 1           | 228         |
| Albanie           | 5     | 70     | 10            | 45            | 8           | 115         |
| Italie            | 11    | 37     | 12            | 44            | 11          | 81          |
| Allemagne         | 12    | 33     | 4             | 74            | 9           | 107         |
| Pays-Bas          | 7     | 52     | 5             | 70            | 7           | 122         |

| Drapeau de l'Espagne | Drapeau de Malte                                  | Drapeau de l'Ukraine | Drapeau de l'Irlande | Drapeau du Royaume-Uni | Drapeau de la Macédoine du Nord | Drapeau de l'Estonie | Drapeau de l'Arménie | Drapeau de la Pologne | Drapeau de la Géorgie | Drapeau du Portugal | Drapeau de la France | Drapeau de l'Albanie | Drapeau de l'Italie | Drapeau de l'Allemagne | Drapeau des Pays-Bas | TV | Total |    |     |
| Pays                 | Espagne                                           |                      | 6                    | 5                      | –                               | 8                    | 10                   | 12                    | 6                     | 2                   | 12                   | –                    | 12                  | 10                     | 12                   | 10 | 10    | 86 | 201 |
| Pays                 | Malte                                             | –                    |                      | 3                      | –                               | 4                    | –                    | –                     | 12                    | 3                   | –                    | 7                    | 10                  | 4                      | 6                    | 2  | –     | 43 | 94  |
| Pays                 | Ukraine                                           | 1                    | –                    |                        | 3                               | 1                    | 3                    | 4                     | –                     | 5                   | 6                    | –                    | –                   | 8                      | 2                    | 7  | 5     | 83 | 128 |
| Pays                 | Irlande                                           | –                    | –                    | –                      |                                 | –                    | –                    | –                     | –                     | –                   | 3                    | 4                    | 1                   | –                      | –                    | –  | –     | 34 | 42  |
| Pays                 | Royaume-Uni                                       | 10                   | 10                   | 12                     | 4                               |                      | 7                    | 6                     | 8                     | 8                   | –                    | 1                    | 4                   | 12                     | 8                    | 5  | 7     | 58 | 160 |
| Pays                 | Macédoine                                         | 2                    | 2                    | 2                      | 1                               | –                    |                      | –                     | 1                     | 10                  | –                    | 6                    | 5                   | 1                      | –                    | 4  | 3     | 39 | 76  |
| Pays                 | Estonie                                           | –                    | –                    | 1                      | –                               | 2                    | 2                    |                       | –                     | –                   | 1                    | –                    | –                   | –                      | –                    | –  | –     | 43 | 49  |
| Pays                 | Arménie                                           | 3                    | 12                   | 10                     | 2                               | 12                   | 12                   | 8                     |                       | 7                   | 10                   | 2                    | 7                   | 6                      | 5                    | 12 | 8     | 64 | 180 |
| Pays                 | Pologne                                           | 8                    | 4                    | 7                      | 10                              | 10                   | –                    | 2                     | 5                     |                     | –                    | 8                    | –                   | 3                      | –                    | 6  | 6     | 55 | 124 |
| Pays                 | Géorgie                                           | 5                    | –                    | –                      | –                               | 3                    | –                    | –                     | 4                     | –                   |                      | 5                    | –                   | –                      | 3                    | 1  | –     | 53 | 74  |
| Pays                 | Portugal                                          | 7                    | 5                    | –                      | 6                               | –                    | –                    | 1                     | –                     | 1                   | 2                    |                      | 6                   | –                      | –                    | –  | 2     | 45 | 75  |
| Pays                 | France                                            | 12                   | 8                    | 6                      | 12                              | 6                    | 8                    | 10                    | 10                    | 12                  | 5                    | 10                   |                     | 7                      | 10                   | 8  | 12    | 92 | 228 |
| Pays                 | Albanie                                           | –                    | –                    | 8                      | 7                               | 7                    | 5                    | 5                     | 7                     | 4                   | 4                    | 12                   | 3                   |                        | 7                    | –  | 1     | 45 | 115 |
| Pays                 | Italie                                            | 6                    | 3                    | –                      | 5                               | –                    | 1                    | 3                     | –                     | –                   | 8                    | 8                    | 3                   | 8                      |                      | –  | –     | 44 | 81  |
| Pays                 | Allemagne                                         | –                    | 1                    | 4                      | –                               | –                    | 4                    | 7                     | 3                     | –                   | 7                    | –                    | –                   | 2                      | 1                    |    | 4     | 74 | 107 |
| Pays                 | Pays-Bas                                          | 4                    | 7                    | –                      | 8                               | 5                    | 6                    | –                     | 2                     | 6                   | –                    | –                    | 2                   | 5                      | 4                    | 3  |       | 70 | 122 |
| Pays                 | Le tableau suit l'ordre de passage des candidats. |                      |                      |                        |                                 |                      |                      |                       |                       |                     |                      |                      |                     |                        |                      |    |       |    |     |

#### Allocation des «12 points»
12 est le maximum de points que peut recevoir chaque pays, ils ont été attribués de cette manière :
| Nombre | Récipiendaire | Votant(s)                                        |
| ------ | ------------- | ------------------------------------------------ |
| 4      | Arménie       | Allemagne, Macédoine du Nord, Malte, Royaume-Uni |
| 4      | Espagne       | Estonie, France, Géorgie, Italie                 |
| 4      | France        | Espagne, Irlande, Pays-Bas, Pologne              |
| 2      | Royaume-Uni   | Albanie, Ukraine                                 |
| 1      | Malte         | Arménie                                          |
| 1      | Albanie       | Portugal                                         |

## Retransmission du concours dans les pays participants
| Pays              | Diffuseur                       | Commentateurs                                         | Porte-paroles          |
| ----------------- | ------------------------------- | ----------------------------------------------------- | ---------------------- |
| Albanie           | RTSH                            | Andri Xhahu (en)                                      |                        |
| Allemagne         | KiKA                            | Constantin Zöller (de)                                | Vivienne Craig         |
| Arménie           | Arménie 1                       | Hamlet Arakelyan (hy) et Hrachuhi Utmazyan (hy)       | Lino Mercier           |
| Espagne           | La 1, TVE Internacional, TVE 4K | Julia Varela et Tony Aguilar (en)                     | Juan Diego Álvarez     |
| Estonie           | ERR                             | Marko Reikop (en), Aleksandr Hobotov et Julia Kalenda | Iris Ashton            |
| France            | France 2                        | Carla Lazzari et Stéphane Bern                        | Enzo Hilaire           |
| Géorgie           | Pirveli Arkhi                   | Nikoloz Lobiladze                                     | Mariam Bigvava         |
| Irlande           | TG4                             | Sinéad Ní Uallacháin (en)                             | Michelle Rizza         |
| Italie            | Rai 2                           | Mario Acampa (it)                                     |                        |
| Macédoine du Nord | MRT 1                           | Eli Tanaskovska                                       | Sofya Lyubinskaya      |
| Malte             | TVM                             | Pas de commentaire                                    | Gaia Gambuzza          |
| Pays-Bas          | NPO 3                           | Bart Arens (en) et Matheu Hinzen (nl)                 | Luna Sabella           |
| Pologne           | TVP 1, TVP Polonia, TVP ABC     | Aleksander Sikora (pl)                                | Gabrysia Wojciechowicz |
| Portugal          | RTP1, RTP Internacional         | Nuno Galopim et Iolanda Ferreira                      | Chloé Baldakar         |
| Royaume-Uni       | BBC One, CBBC                   | Lauren Layfield (en) et HRVY                          | Charlie Poissenot      |
| Ukraine           | Suspilne Kultura                | Timour Mirochnytchenko                                | Zlata Dziunka          |

## Retransmission du concours dans les pays non-participants
| Pays       | Diffuseur | Commentateurs                     |
| ---------- | --------- | --------------------------------- |
| Kazakhstan | Khabar TV | Yerdana Yerzhanuly et Dinara Sadu |
| Lituanie   | LRT       | Ramūnas Zilnys                    |